# Alberto Quadrelli
Sant' Alberto Quadrelli (Rivolta, 1103 – Lodi, 4 luglio 1173) è stato un vescovo cattolico italiano.

## Biografia
Nato nel 1103 a Rivolta nella parrocchia di Ghiaia d'Adda, facente allora parte del contato e del vescovado di Bergamo, che passò poi alla Diocesi di Cremona Ne divenne parroco e, nel 1143, prevosto di Rivolta d'Adda, conosciuta nel medioevo come Ripalta Sicca, dove rimarrà per 25 anni.
Papa Lucio II, con bolla del 3 aprile 1144, gli ha confermato i suoi privilegi, per via della sua opera contro gli scismatici, tutti i privilegi e il possesso della basilica.
Una Bolla del 29 maggio 1168 di papa Alessandro III diretta al vescovo di Cremona Offredo degli Offredi descrive l'opera del prevosto della chiesa di Ripalta Sicca.

Dopo che Alberto Quadrelli ha mantenuto Rivolta fedele a papa Alessandro III, fu scelto, su mandato del papa, dal clero e dal popolo di Lodi come proprio vescovo, nonostante le sue reticenze ed a mezzo della proposta di Galdino, Arcivescovo di Milano e Legato pontificio per la Gallia Cisalpina. Alberto Quadrelli divenne Vescovo il 28 marzo 1168, il giovedì santo. Nella cronaca di Ottone e Acerbo Morena si rinviene il seguente brano: 

Ronchetti su di lui scrisse: 
Fu consacrato nell'aprile 1168, nella nuova Lodi, ricostruita dopo la distruzione della vecchia da parte di Barbarossa. Tale nomina era volta a contrapporlo ad Alberico Merlin, fino a quel momento riconosciuto dagli abitanti e nominato vescovo dall'antipapa Pasquale III, alleato contro papa Alessandro III di Federico Barbarossa, ancora vivente all'epoca.
L'11 giugno 1169 promosse l'investitura della chiesa di San Bassiano a Pianengo. Nello stesso anno, assieme al vescovo di Milano, promosse la protezione di due conventi di monache della regola di San Benedetto.
Il 21 marzo 1171 guarì una donna oppressa dal maligno, nello stesso luogo in cui giacevano le spoglie mortali di San Giuliano che vennero traslate nel basilica cattedrale della Vergine Assunta e poste dietro l'altar maggiore della parte sotterranea.
L'ultimo atto in cui nella nota cronologica è nominato vescovo è del 10 novembre 1172. Si hanno anche altri atti notarili posti in essere all'epoca in cui sant'Alberto Quadrelli era ancora vescovo laudicense, ma che presero efficacia dopo la nomina del suo successore, Alberico dal Corno, fissando la morte del vescovo nel 1173. Tuttavia gli storici non sono concordi circa la data di morte di sant'Alberto Quadrelli: una versione registra che prese parte al III Concilio Lateranense (5, 7 e 19 marzo 1179), e morì il 4 luglio 1179 (appena tornato dal concilio lateranense) in fama di santità per le sue virtù, altri nel 1177, altri dandogli invece trent'anni di vita vescovile
Si distinse non solo per la carità e l'aiuto ai poveri, ma anche nella formazione del clero dopo gli eventi scismatici, come la fondazione nel 1173 di una confraternita sacerdotale, il Consorzio del Clero, abolito nel 1786. Fece visite episcopali a Lodi Vecchia nel 1171 e nel 1175; continuò la costruzione della cattedrale della nuova Lodi.
Ricevuto con sommo gaudio fra le rovine della città, dice il Morena: 
 Contribuì grandemente alla sua riedificazione del 1177.

## Culto
Per le sue guarigione miracolose dopo la sua morte fu eretta la chiesa a lui dedicata a Castione Lodigiano nel 1229. Fu proclamato santo nei primi anni che seguirono la sua scomparsa perché uomo onesto, sapiente e religioso, largamente corredato di buoni costumi, in tutto timorato e molto devoto a Dio.
Il corpo fu dapprima sistemato in un avello di sasso protetto da cancelli di ferro, sotto all'altare a lui dedicato, poi fu traslato il 23 novembre 1588 da monsignor Ludovico Taverna, vescovo di Lodi su disposizione del vescovo di Novara Bossi, anche Visitatore Apostolico per la diocesi e la città di Lodi, contenuti negli atti della sua visita pastorale., e collocato in un decente avello di marmo. Il suo corpo è conservato nella cripta del duomo, mentre l'osso della tibia si trova dal 1856 nella chiesa di Sant'Alberto a Rivolta d'Adda, edificata nel 1731 nel luogo in cui vi fu la sua casa.
Il 3 aprile 1786, con decreto del vescovo Ignazio Maria Fraganeschi, Alberto Quadrelli entra nel calendario proprio cremonese alla data del suo dies natalis, il 4 luglio. Lo si apprende dalla lettura del decreto vescovile
Nel 1932 è stato scritto da monsignor Stefano Renzi una preghiera poi musicata da Federico Caudanasi che viene cantata in onore del santo patrono.
Nella officiatura si introdussero nove lezioni proprie, alle quali si fece servire la vita del santo, registrata nell'Enchiridion rerum memorabilium laudentium, e fu adottata una propria orazione.
Il terzo sinodo diocesano laudicense indetto dal vescovo Michelangelo Seghizzi nel 1619, registra tra i vescovi di Lodi, sant'Alberto Quadrelli, chiamandolo santo Protettore della città, erroneamente attribuendo la morte nel 1179.  L'errore fu corretto nel settimo sinodo diocesano, nel 1755.

A metà Ottocento la deputazione comunale di Rivolta d'Adda scrisse a papa Pio IX affinché, come fece papa Lucio II con Sant'Alberto, possa: 
A Rivolta d'Adda è festeggiato nella prima domenica di luglio con celebrazioni caratterizzate da una triplice processione: il sabato sera la reliquia è trasportata dalla chiesa a lui dedicata nella basilica di Santa Maria Assunta e San Sigismondo; la domenica pomeriggio l'artistico reliquiario è recato per le vie del paese, mentre il lunedì sera è riportato processionalmente nella chiesa di Sant'Alberto dove è conservata abitualmente. 
Sant'Alberto Quadrelli è il secondo protettore della città di Lodi, essendo il primo San Bassiano.
A motivo del suo culto relativamente recente, e poco diffuso oltre i luoghi d'origine, la diocesi di Lodi, lo ha inscritto come memoria facoltativa.

## Sant'Alberto Quadrelli nell'arte

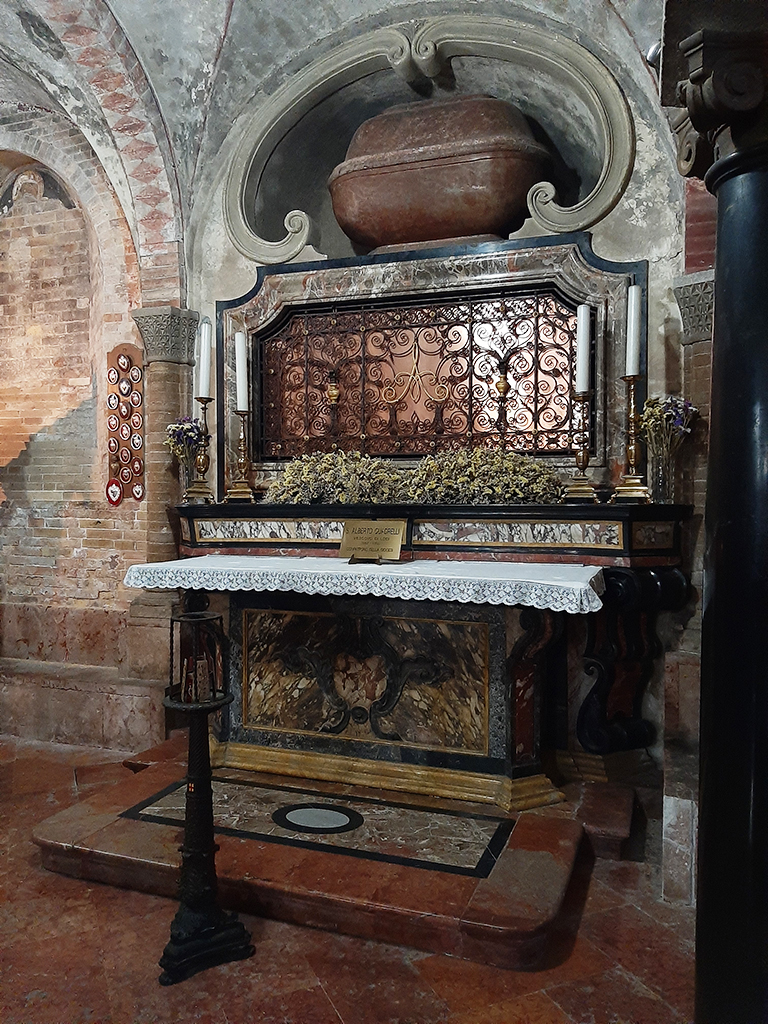
La tomba di Sant'Alberto Quadrelli nella cripta del duomo di Lodi

Sotto l'aspetto iconografico il santo viene raffigurato con gli abiti sacerdotali e con la mitra. Il pastorale che ne indica il ruolo di vescovo posto nella mano sinistra. Il volto ha una espressione serena con lo sguardo volto verso l'infinito verso il cielo, verso Dio e abbandonandosi alla sua misericordia. A destra vi sono raffigurati i monti a indicare la sua presenza in terra bergamasca dopo la fuga dalle persecuzioni di Federico Barbarossa. Dai monti nasce un ruscello che indica la sorgente dell'Adda, fiume che bagna Rivolta d'Adda dove è stato parroco.
- Nel 1766, sotto la direzione di monsignor Salvatore Andreani, fu eretto nella cripta della cattedrale di Lodi un nuovo altare con una pittura raffigurante sant'Alberto Quadrelli nell'atto di far levare denaro da uno scrigno da parte di un sacerdote, il quale tosto lo consegna ai poveri.

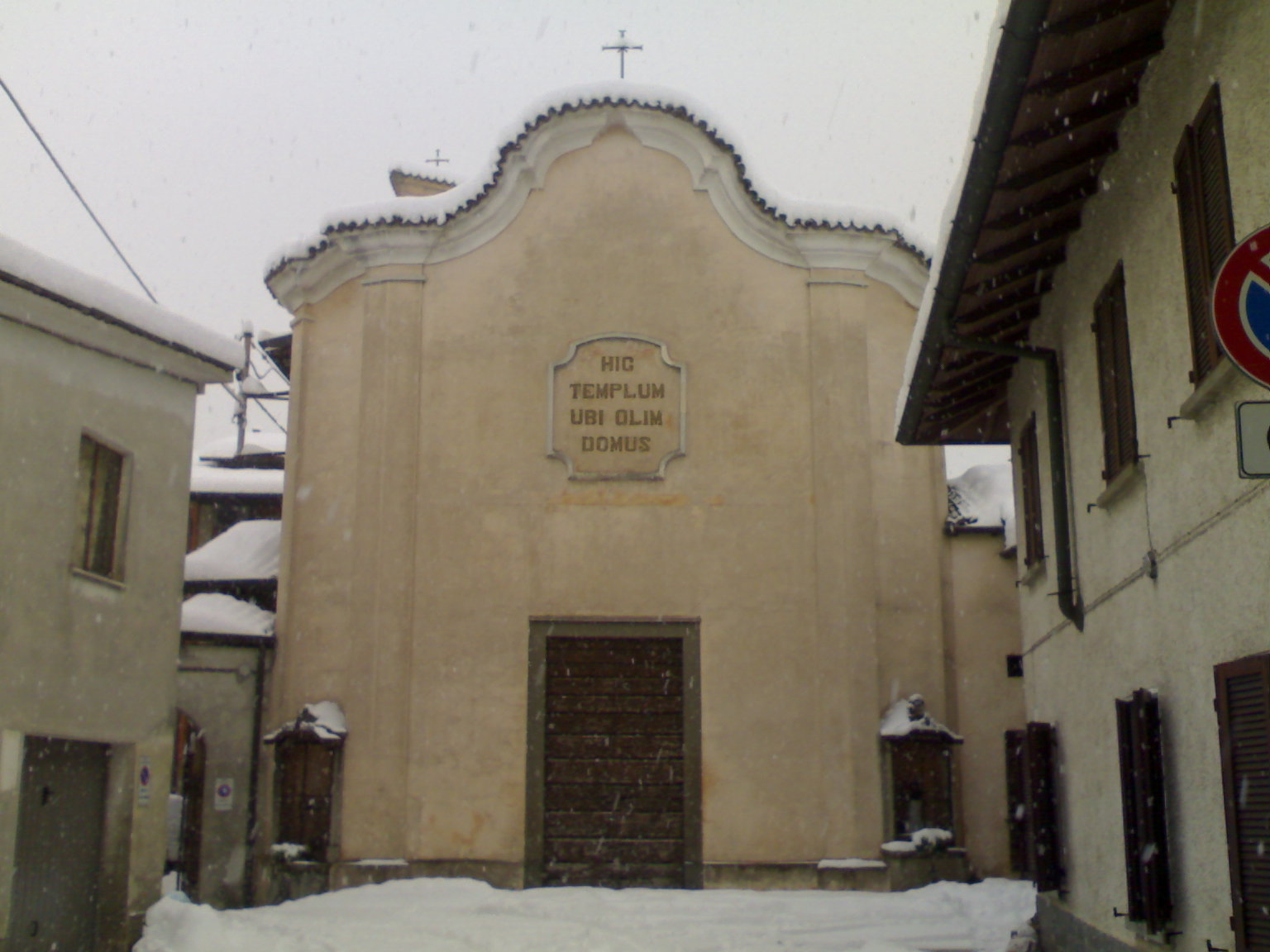
La chiesa di Sant'Alberto

- La chiesa di Sant'Alberto Quadrelli è stata edificata nel 1731, probabilmente nel luogo dove si trovava la casa della famiglia, come sembra confermare l'epigrafe in latino posta sulla facciata (tradotto): «questo tempio è dove ci fu, una volta, la casa».

Il campanile è a base triangolare, oltre al pozzo presente sulla facciata, a sinistra del portone di ingresso, che si pensa fosse usato dai Quadrelli stessi. A destra è presente un ossario che conteneva due teschi di vittime della peste manzoniana del 1630.
Internamente la chiesa è a una navata con cappelle laterali, una delle quali è dedicata a Sant'Antonio da Padova, ed ospita il simulacro del santo, recuperato dalla chiesetta andata distrutta da una inondazione dell'Adda nel 1747; l'altra è dedicata a Santa Lucia.
Sopra all'altare maggiore si trova, in un'urna, l'osso della tibia di Sant'Alberto, ceduto dai lodigiani e portato a Rivolta nell'aprile del 1856.
Gli affreschi, realizzati dal pittore Guglielmo Beltrami, rappresentano le virtù del santo: nel presbiterio, in alto a sinistra, la carità verso i poveri, a destra, la fedeltà alla dottrina della Chiesa; sopra all'altare viene raffigurato il suo potere di intercessione tra Cristo e i fedeli. Sul soffitto della navata vi è la gloria raggiunta con la santità della vita.
- Nella basilica di Santa Maria Assunta e San Sigismondo, risalente all'XI secolo ospita dipinti raffiguranti il santo di Ernesto Rusca, restauratore il dipinto posto nel catino dell'abside raffigurante: Incoronazione di Maria con santi Alberto e Sigismondorisalente al XX secolo.[27]

- La chiesa di Sant'Agnese di Lodi ospita il Polittico Galliani di Albertino Piazza del 1520, con la rappresentazione del santo accanto a san Giovanni Bovo, nella tavola posta sul livello inferiore destro.[30][31][32]
- Il santuario dell'Incoronata di Lodi è un capolavori del Rinascimento lombardo, prestigio della città, dove sant'Alberto Quadrelli è raffigurato in uno degli spicchi della cupola a pianta ottagonale, affrescati nel XIX secolo da Enrico Scuri[33][N 3].

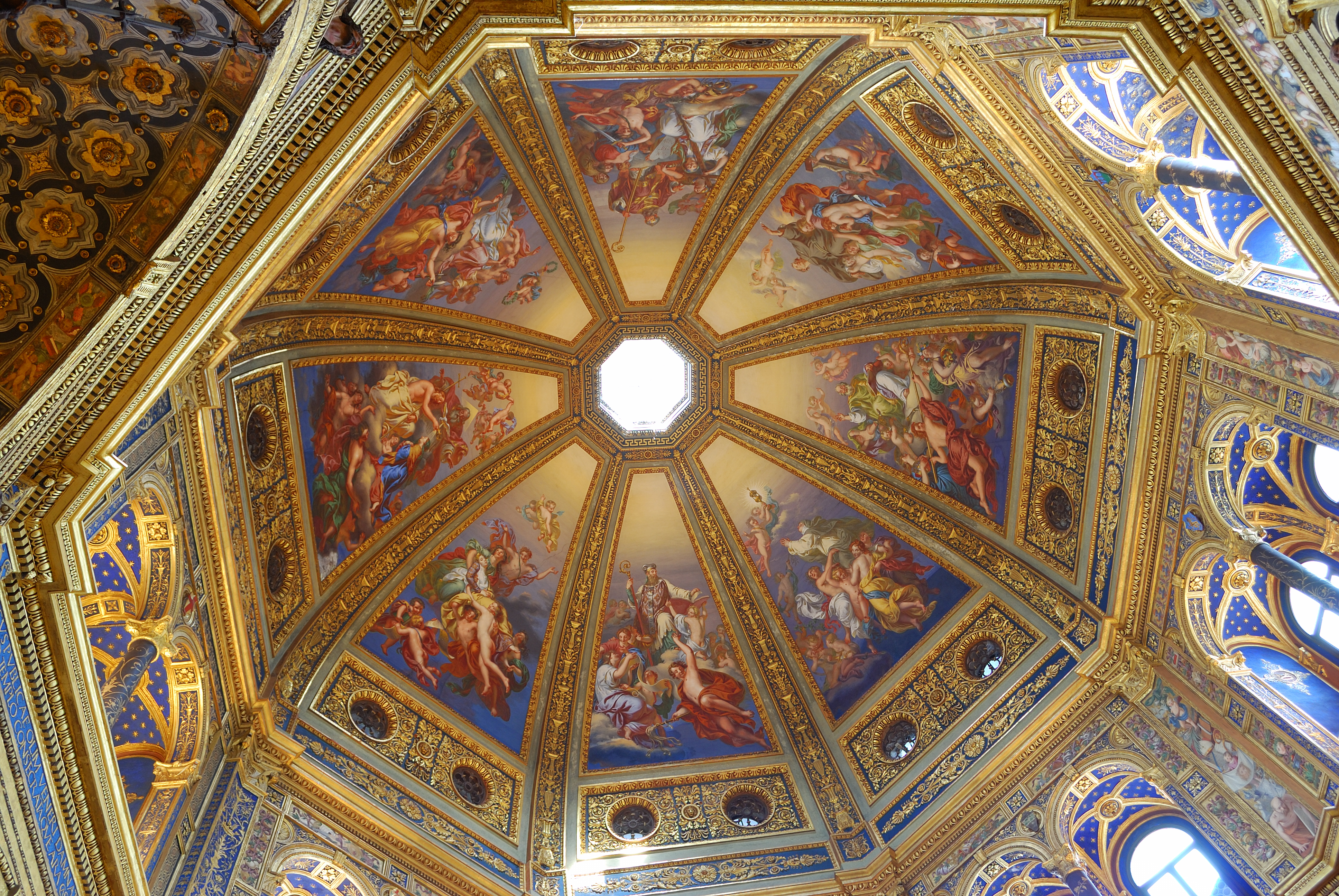
Interno del Tempio Civico dell'Incoronata